# Mali Pidliskî, Jovkva
Mali Pidliskî (în ucraineană Малі Підліски) este un sat în orașul raional Dubleanî din raionul Jovkva, regiunea Liov, Ucraina.

## Demografie
Componența lingvistică a localității Mali Pidliskî
     Ucraineană (99,69%)
     Alte limbi (0,3%)
Conform recensământului din 2001, majoritatea populației localității Mali Pidliskî era vorbitoare de ucraineană (99,69%), existând în minoritate și vorbitori de alte limbi.